# Stenoma bryocosma
Stenoma bryocosma es una especie de polilla del género Stenoma, orden Lepidoptera.
Fue descrita científicamente por Meyrick en 1916.

## Distribución
Se distribuye por Brasil y Guayana Francesa.